# Inditex
Industria de Diseño Textil, S. A., más conocida por su acrónimo Inditex, es una empresa multinacional española de fabricación y distribución textil. Tiene su sede central en el polígono industrial de Sabón, en Arteijo (La Coruña), España.
Inditex tiene en nómina a 165 042 empleados y opera más de 5800 tiendas en los cinco continentes bajo las marcas principales de: Zara, Zara Home, Massimo Dutti, Pull & Bear, Bershka, Oysho, Lefties y Stradivarius.

## Historia

### Orígenes
A los trece años de edad, el fundador de Inditex, Amancio Ortega, comenzó a trabajar en una tienda de ropa en la ciudad de La Coruña, España. En 1963 fundó una empresa dedicada a la fabricación de prendas de vestir junto a su mujer Sabrina Sánchez. Ortega empezó a desarrollar sus propios diseños y junto con su primera esposa, Rosalía Mera comenzó a hacer la ropa desde su casa. En el comienzo, operaba como fabricante de prendas de vestir bajo el nombre de Confecciones Goa.
No fue, sin embargo, hasta 1975 cuando abrió la primera tienda bajo la denominación Zara en una céntrica calle de La Coruña, España en la calle de Juan Flórez. El éxito impulsó a Ortega en 1977 a instalar sus primeras fábricas de Zara en Arteijo (La Coruña), donde actualmente reside la sede del Grupo Inditex. Durante los años siguientes, la cadena se extiende rápidamente por toda España. En 1978 se abrió una tienda en Ponferrada (León) España, la primera fuera de Galicia, España.

### 1980-2000
En 1985, Industria de Diseño Textil S. A., Inditex, fue creada como una empresa holding para Zara y sus plantas de fabricación. En 1984 se inauguró el primer centro de distribución logístico. En los años siguientes se produce la salida fuera de las fronteras españolas abriendo tiendas en Oporto (1988), Nueva York (1989) y París (1990).
En 1991, Inditex creó la compañía Pull & Bear y adquirió parte de Massimo Dutti (1991). La expansión del grupo Inditex continuó con Bershka (1998) y Stradivarius (1999).

### 2001-presente
2001 se convierte en un año importante para el grupo y con la salida a bolsa del Grupo Inditex el 23 de mayo por un valor total de un billón de pesetas. Inditex ha multiplicado por más de cinco su capitalización bursátil, ya que debutó en el mercado a 18,25 euros, y apenas dos meses después, en julio, el grupo se incorporaba al selectivo español.
En el mismo año, la empresa lanzó una tienda de ropa interior femenina llamada Oysho. En 2003 fue abierta Zara Home y en el segundo semestre del año 2008, Uterqüe fue la última cadena de tiendas exclusivas abierta por el grupo.
En 2005 Pablo Isla era consejero delegado de Inditex. Fue en 2011 cuando Ortega, fundador y principal accionista, renunció al cargo de presidente y el jefe ejecutivo Pablo Isla pasó a ser presidente de la compañía.
En 2015, las aperturas netas de la compañía se situaron en 330, alcanzando al cierre del ejercicio un total de 7420 tiendas en 88 mercados.
El 30 de noviembre de 2021, el Grupo Inditex anunció que su Consejo de Administración había nombrado a Marta Ortega Pérez como la nueva presidente de Inditex en sustitución de Pablo Isla, haciéndose efectivo el relevo a partir del 1 de abril de 2022.

## Información financiera
En 2022 reportó ventas por valor de un total de 32.569 millones de euros, un crecimiento del 17,5 % con respecto al ejercicio anterior. Además, las ventas en línea crecieron un 4% alcanzando los 7.806 millones de euros.
Inditex fue la tercera empresa española de la historia en valer 100 000 millones de euros en bolsa, alcanzando un valor bursátil de 107 789 millones de euros.
Amancio Ortega, fundador de la compañía, es uno de los hombres más ricos del mundo según Forbes.

## Presencia internacional

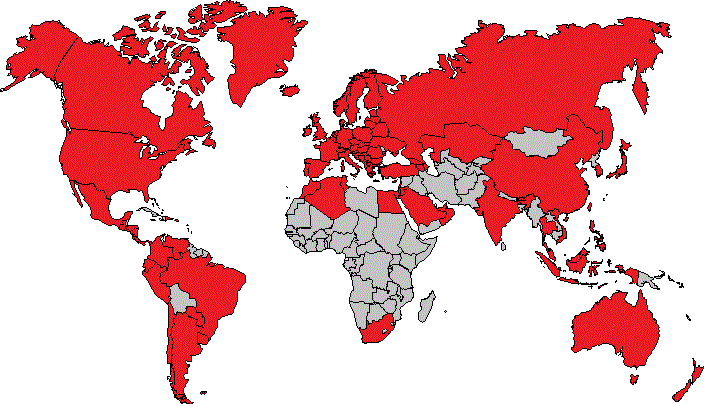
Expansión de Inditex en 2017

En 1989, un año después de abrir una tienda en Portugal, la compañía entró al mercado estadounidense y se expandió en Francia en 1990. La ampliación siguió a México en 1992 y Grecia en 1993. En 1994, Inditex abrió tiendas en Bélgica y Suecia. En 1997, la empresa se había expandido a Malta, Chipre, Noruega e Israel. En 1998, la expansión continuó al Reino Unido, Turquía, Argentina, Venezuela, a Oriente Medio y Japón. Canadá, Alemania, Polonia, Arabia Saudí y muchos países de Sudamérica recibieron sus tiendas en 1999.
Italia, Luxemburgo, Puerto Rico (Estados Unidos) y Jordania recibieron tiendas en 2001. En 2003, Inditex siguió su expansión a Rusia, Eslovaquia y Malasia. El año siguiente, abrió en Letonia, Hungría y Panamá más allá de la tienda 2000 en Hong Kong (China). En 2006, la empresa llegó al resto de China continental. En 2010, la compañía abrió su tienda 5000 en Roma, Italia y su primera tienda en India. Las primeras tiendas de Australia y Sudáfrica abrieron en 2011. La expansión siguió a Macedonia (hoy Macedonia del Norte), Armenia, Ecuador, Georgia y Bosnia-Herzegovina en 2012. En 2014, Inditex abrió tiendas en Albania.

## Centros de producción del grupo Inditex
| País       | N.º de proveedores | N.º de fabricantes | Empleados |
| ---------- | ------------------ | ------------------ | --------- |
| Bangladés  | 81                 | 139                | 386.916   |
| China      | 340                | 1.106              | 302.816   |
| Turquía    | 183                | 748                | 155.256   |
| India      | 134                | 219                | 131.435   |
| Camboya    | 1                  | 68                 | 104.695   |
| Marruecos  | 106                | 211                | 62.333    |
| Portugal   | 171                | 887                | 46.494    |
| Brasil     | 37                 | 103                | 18.930    |
| España     | 229                | 208                | 6.543     |
| Argentina  | 64                 | 53                 | 5.505     |
| Angola     | 51                 | 37                 | 4.203     |
| Mozambique | 33                 | 20                 | 3.137     |

- Cifras de 2016[21]

## Marcas del grupo
| Marca         | Tiendas |
| Zara          | 1.759   |
| Pull and Bear | 800     |
| Massimo Dutti | 528     |
| Bershka       | 854     |
| Stradivarius  | 835     |
| Oysho         | 396     |
| Zara Home     | 391     |
| TOTAL         | 5.563   |

Actualizado en enero de 2025

Logotipo de la marca Zara, perteneciente al grupo Inditex.

- Zara: Es la marca principal de la cadena. Abarca estilos muy diferentes, desde la ropa de diario, más informal, hasta la más seria o formal, pasando por vestidos y trajes de fiesta para eventos. Trabaja la moda para mujer, hombre y niño.[23]
- Zara Home: Zara Home está especializada en artículos para vestir y decorar la casa. Su apuesta por el textil se complementa con productos como vajillas, cuberterías, cristalerías y objetos de decoración.[24]
- Bershka: El estilo de las tiendas Bershka es juvenil e informal, con imagen vinculada a la música, las tendencias y las nuevas tecnologías para el público entre 13 y 25 años.[25]
- Stradivarius: En el grupo Inditex, es una de las marcas que más impulso ha tenido en los últimos años. Está dirigida al público femenino joven.[26]
- Pull and Bear: Es la marca joven del grupo gallego.[27]
- Massimo Dutti: Destaca por sus diseños más clásicos, tanto de diario como formal, y trajes, vestidos de noche, de cóctel.[28]
- Oysho: Lencería y ropa interior femenina del grupo Inditex es una de las marcas que más crece y también gana cuerpo en la estrategia en línea de la compañía.[29]
- Tempe: Es la empresa de calzado del Grupo Inditex. Desde su Centro Internacional en Elche (Alicante), se diseña y distribuye el calzado que acompaña la moda de todas las marcas.[30][31]
- Lefties: Es una cadena de tiendas de moda low cost que trabaja la moda para mujer, hombre y niño y niña.

Nació en 1999, tiene 127 tiendas y desde 2014 opera fuera de España..

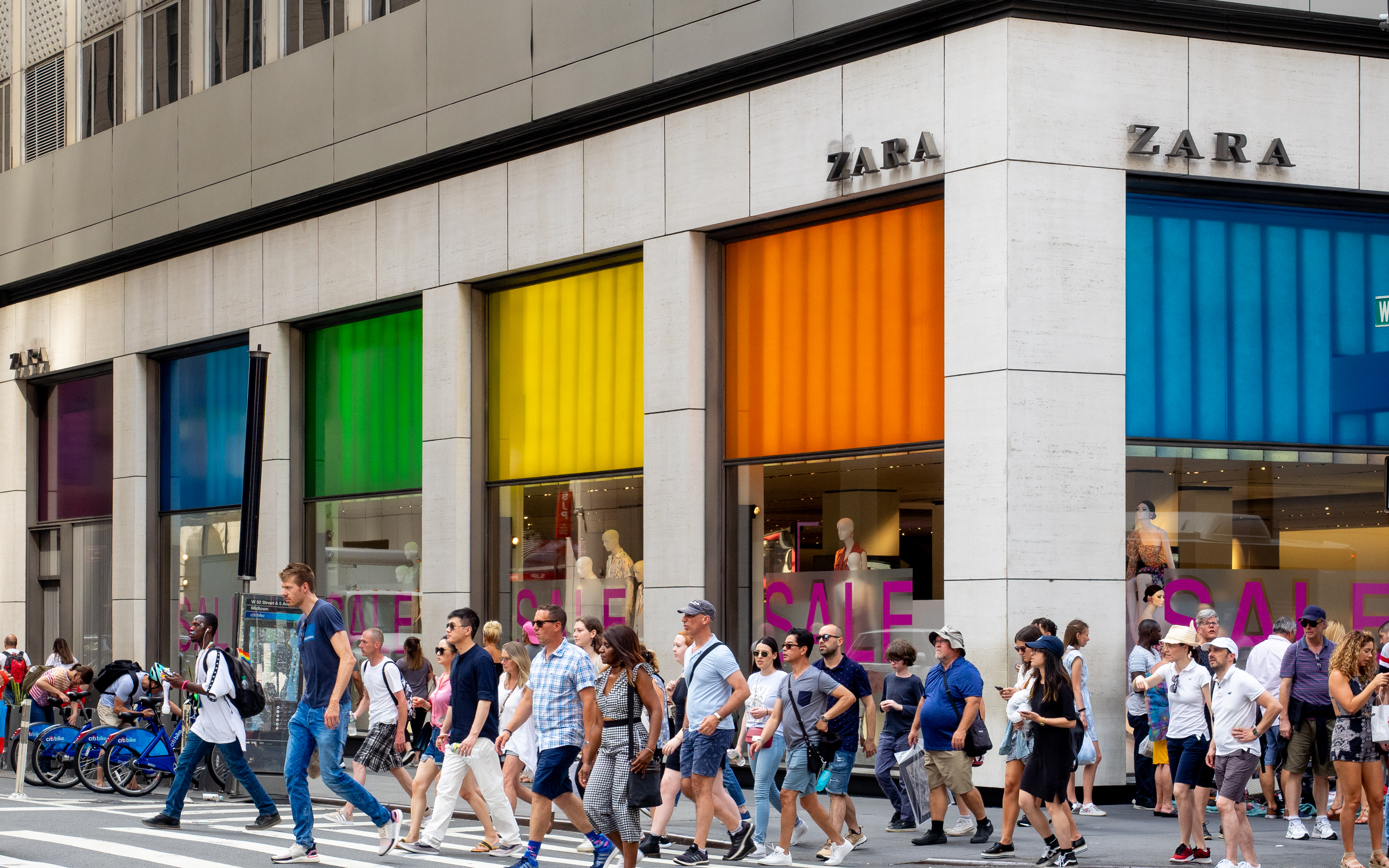
Tienda Zara en Midtown Manhattan, Nueva York.
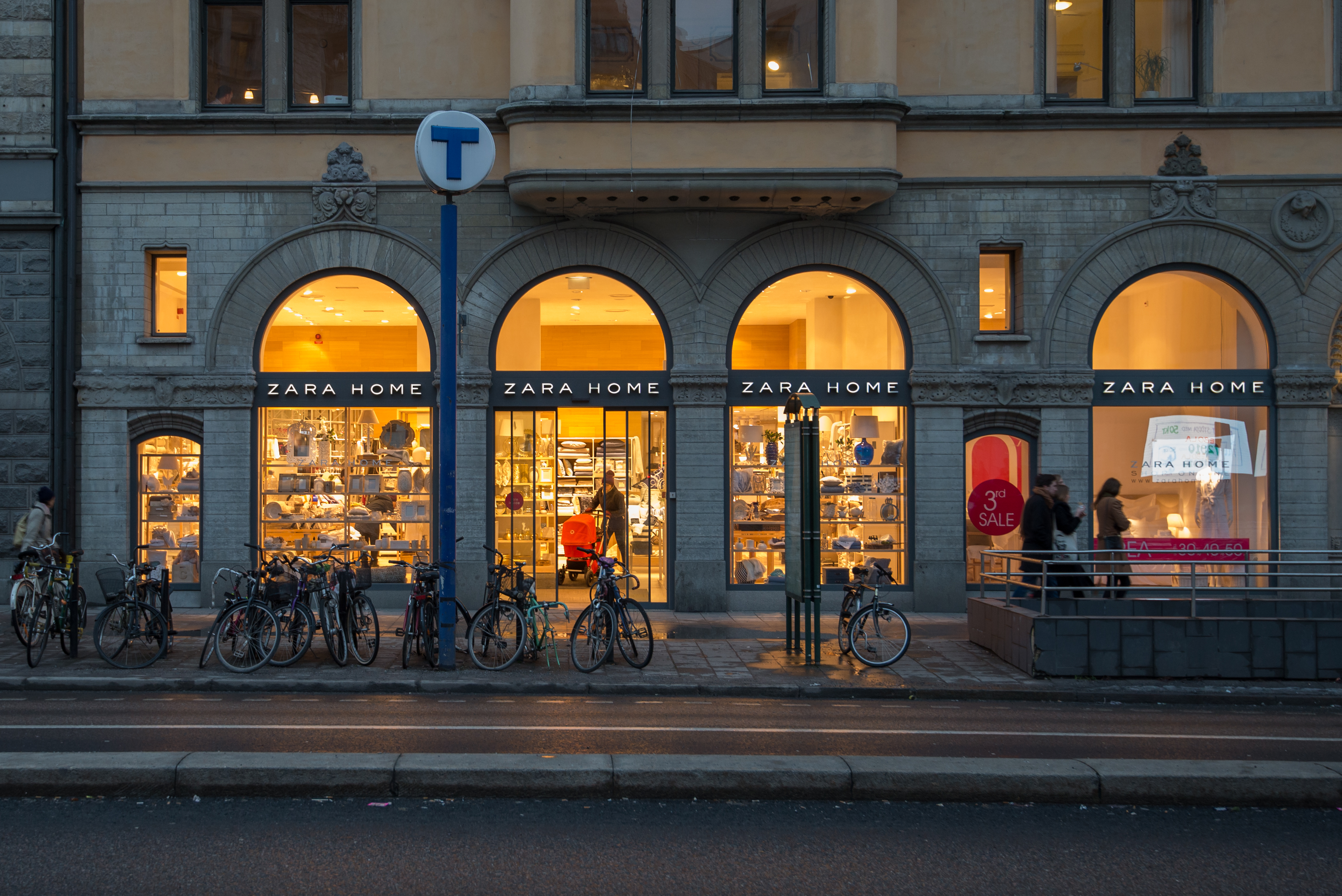
Tienda Zara Home en Estocolmo.
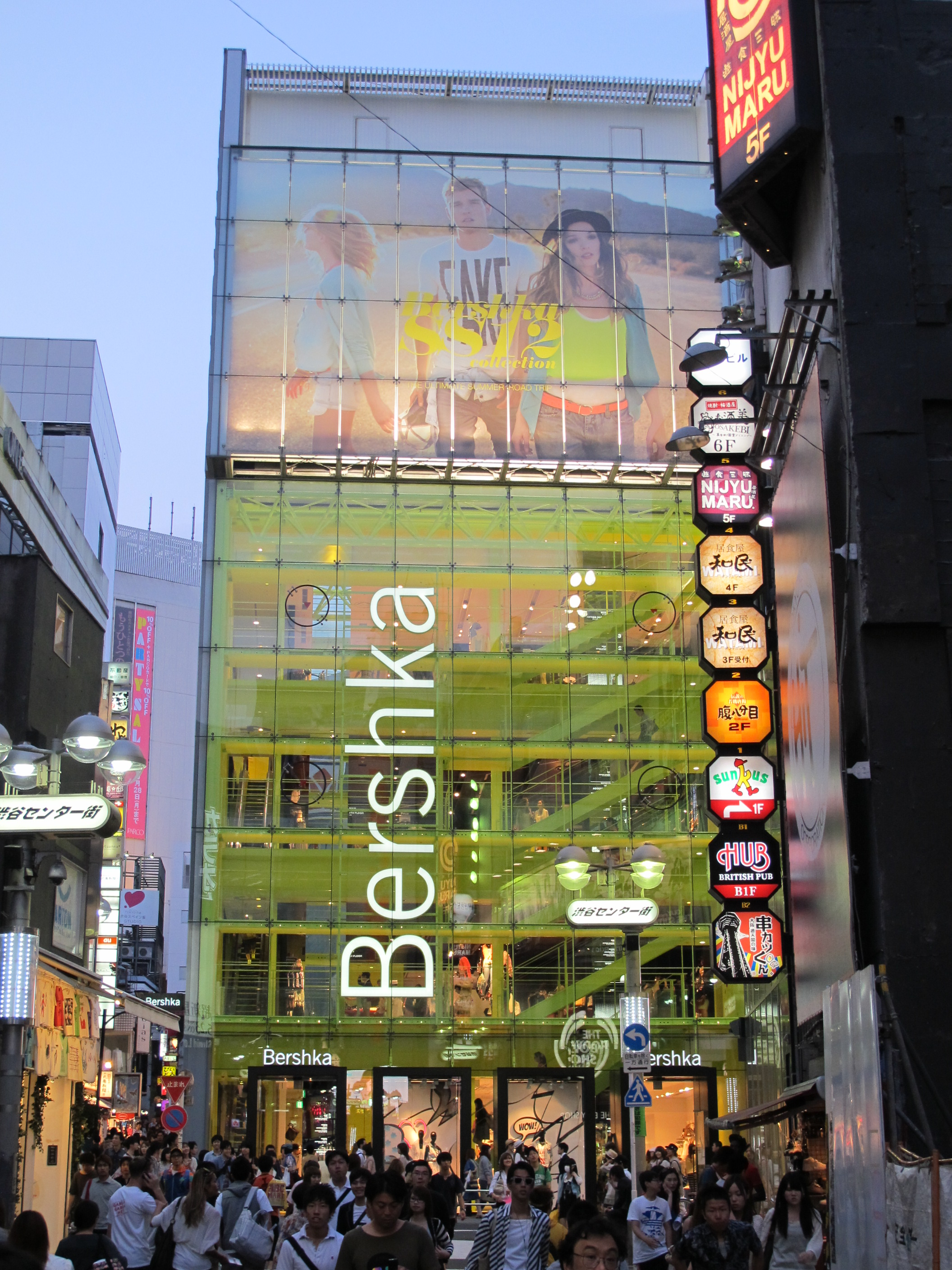
Tienda Bershka en Shibuya, Tokio.
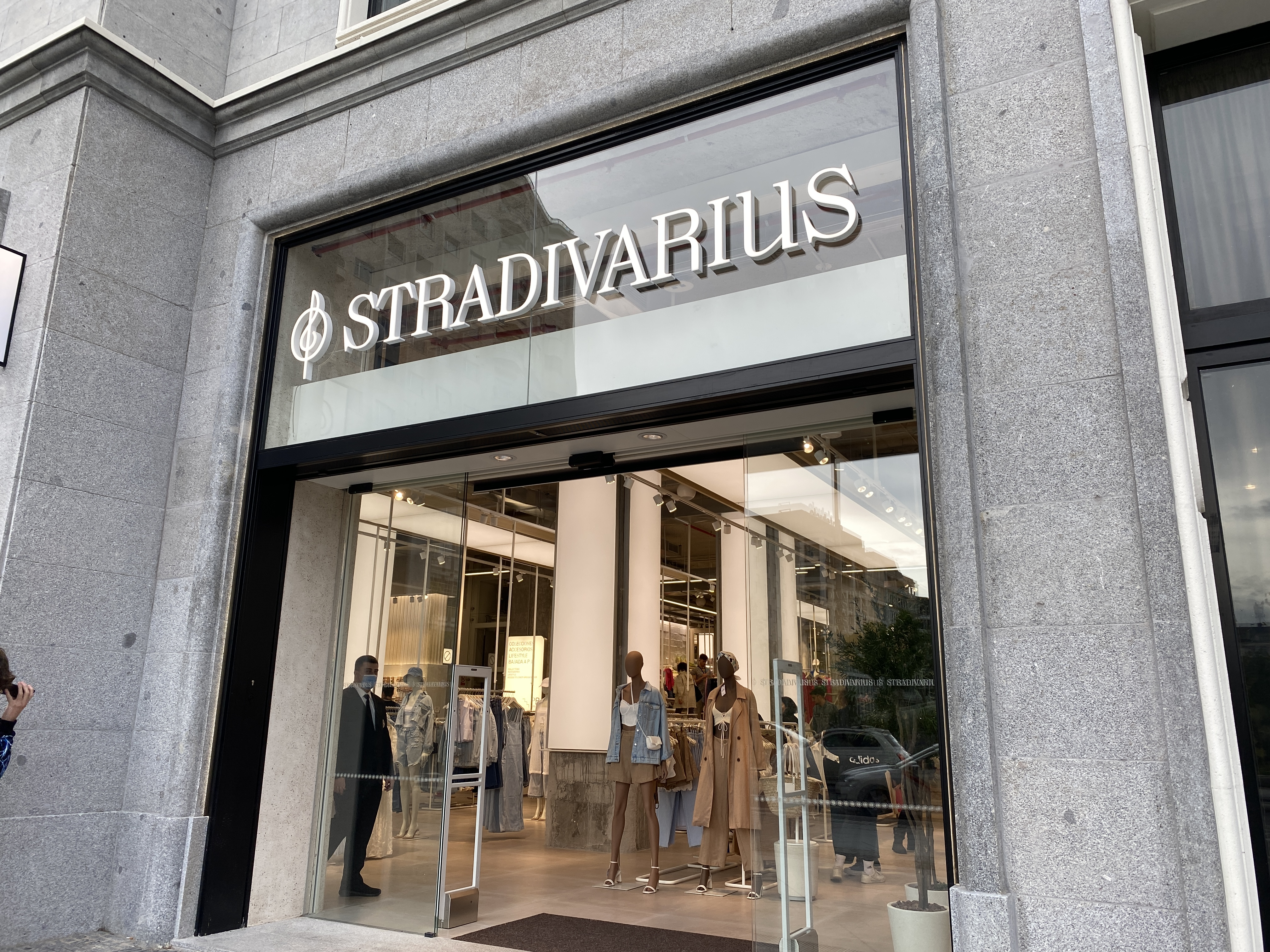
Tienda Stradivarius en Madrid.
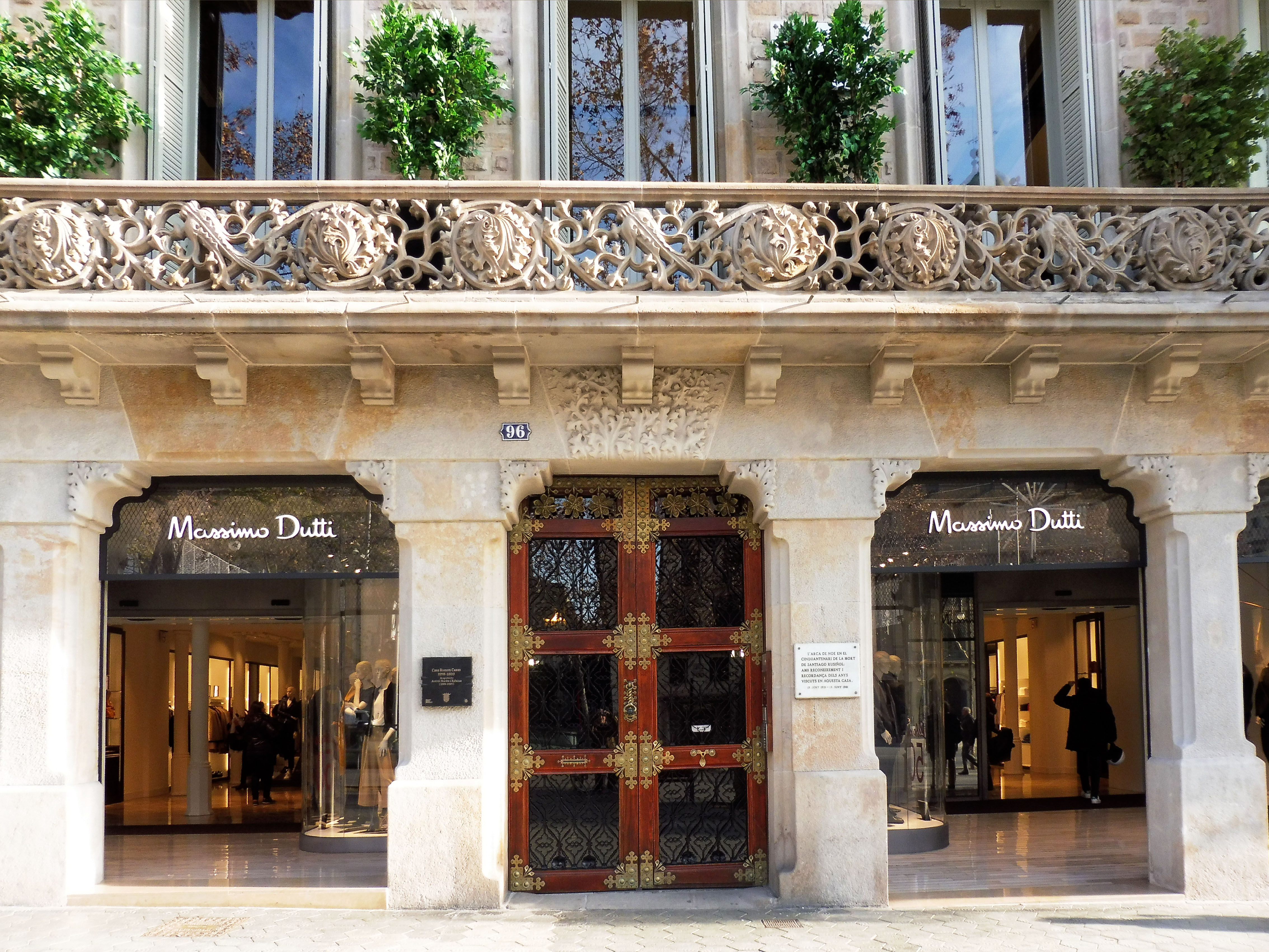
Tienda Massimo Dutti en Barcelona.
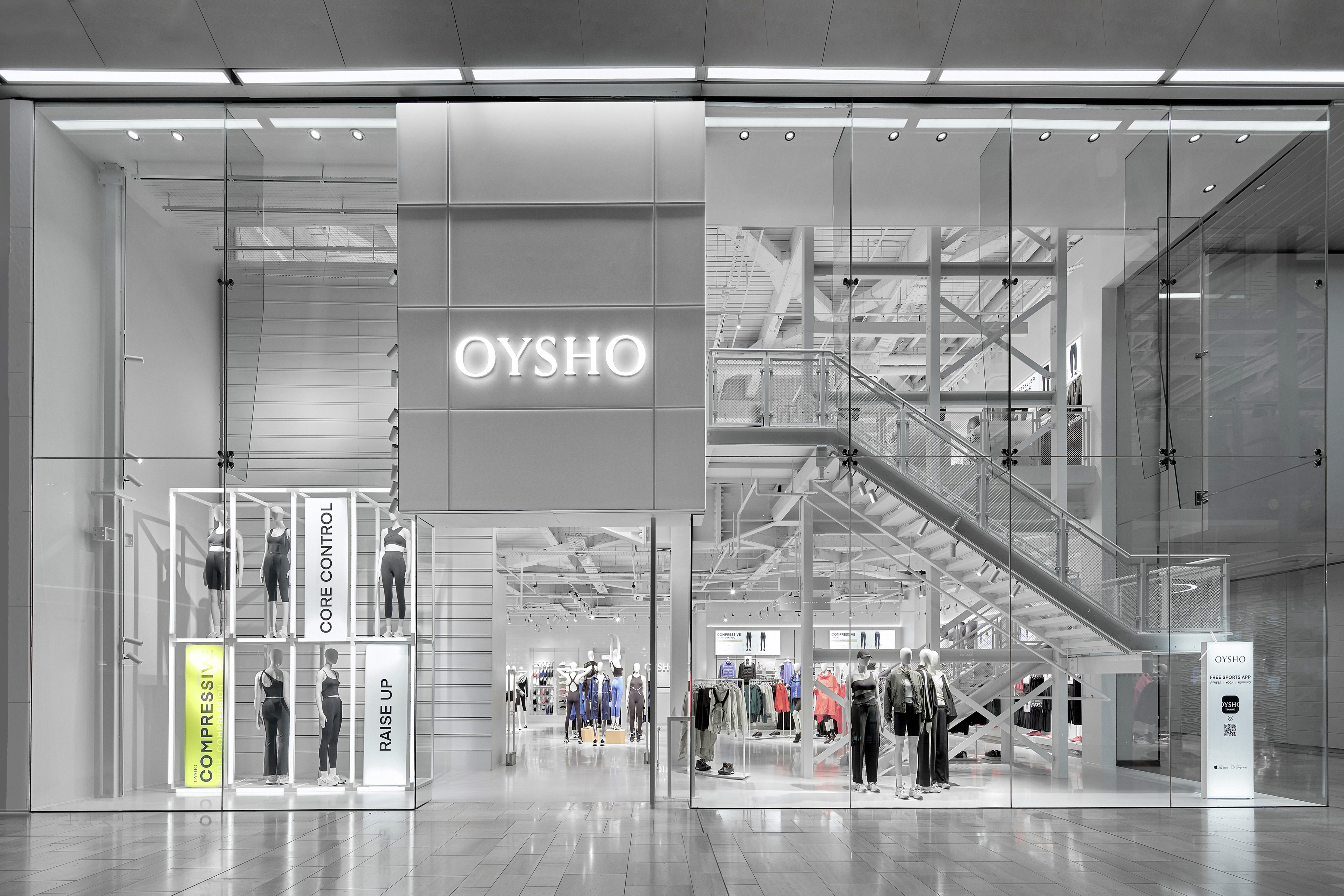
Tienda Oysho en Londres.
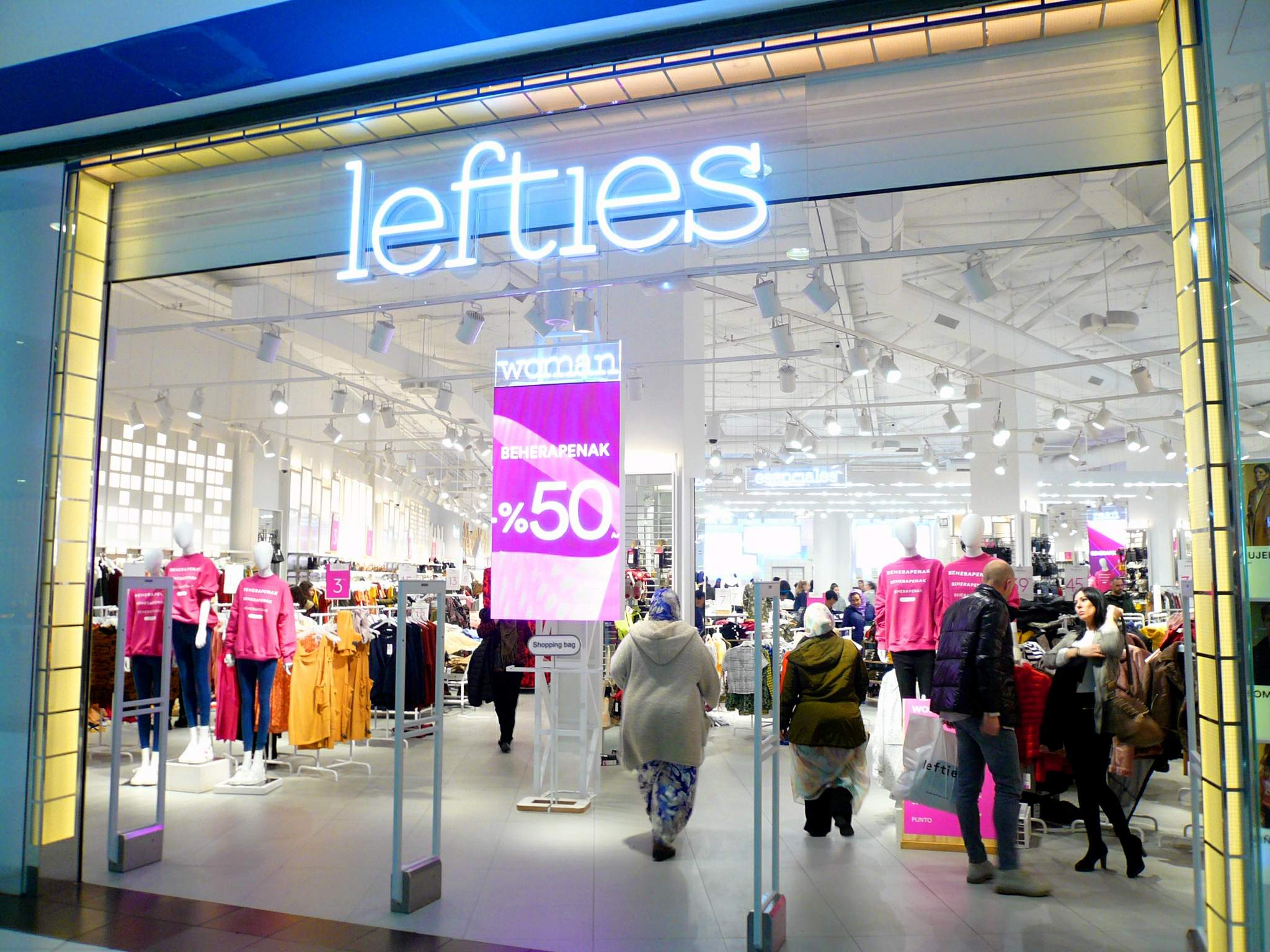
Tienda Lefties en Vitoria.

## Presencia en línea
En 2007 Inditex lanzó la tienda en línea de Zara Home. Zara se unió al mercado de comercio electrónico en septiembre de 2010, abriendo sitios web en España, Reino Unido, Portugal, Italia, Alemania y Francia. En noviembre de 2010, Zara incluyó su presencia en línea a Austria, Irlanda, Países Bajos, Bélgica y Luxemburgo. En septiembre de 2011, Inditex llevó la plataforma electrónica de Zara a los Estados Unidos, así como añadió las marcas Pull & Bear, Massimo Dutti, Bershka, Stradivarius, Oysho y Uterqüe al comercio en línea.
En septiembre de 2015, la venta en línea de Zara llegó a Taiwán, Hong Kong (China) y Macao (China), mientras que, en diciembre, la web de Zara Home llegó a Australia. En total, la venta en línea de Inditex opera en 41 mercados.

## Administración

### Consejo de administración
El consejo lo preside Marta Ortega Pérez desde el 1 de abril de 2022 e incluye, entre otros consejeros, a Amancio Ortega Gaona.

## Principales accionistas
El accionista principal es uno de sus dos fundadores, Amancio Ortega, con casi un 60% de las acciones, a través de sus sociedades de inversión, Pontegadea Inversiones S.L. y Partler 2006.
Su hija, Sandra Ortega, posee indirectamente un 4,509 % de la compañía. Sandra es propietaria del 89,23% de Rosp Corunna, S.L., que a su vez es propietaria del 100% de Rosp Corunna Participaciones Empresariales, S.L., a la que pertenecen el 5,053% de las acciones de Inditex, S.A.
| Accionista     | Capital  | Sociedad                                         | Capital  |
| -------------- | -------- | ------------------------------------------------ | -------- |
| Amancio Ortega | 59,294 % | Pontegadea Inversiones S.L.                      | 50,010 % |
| Amancio Ortega | 59,294 % | Partler 2006, S.L.                               | 9,284 %  |
| Sandra Ortega  | 4,509 %  | Rosp Corunna Participaciones Empresariales, S.L. | 5,053 %  |
| Autocartera    | 0,383 %  |                                                  |          |
| Free float     | 35,814 % |                                                  |          |

## Controversia

### Subcontratación inicial y deslocalización
El documental Fíos Fóra analiza el sistema de subcontratación de pequeñas cooperativas gallegas empleado por Inditex en sus inicios y la rápida deslocalización posterior, que provocó el cierre de la mayor parte de estas empresas subcontratistas y su endeudamiento en muchos casos.

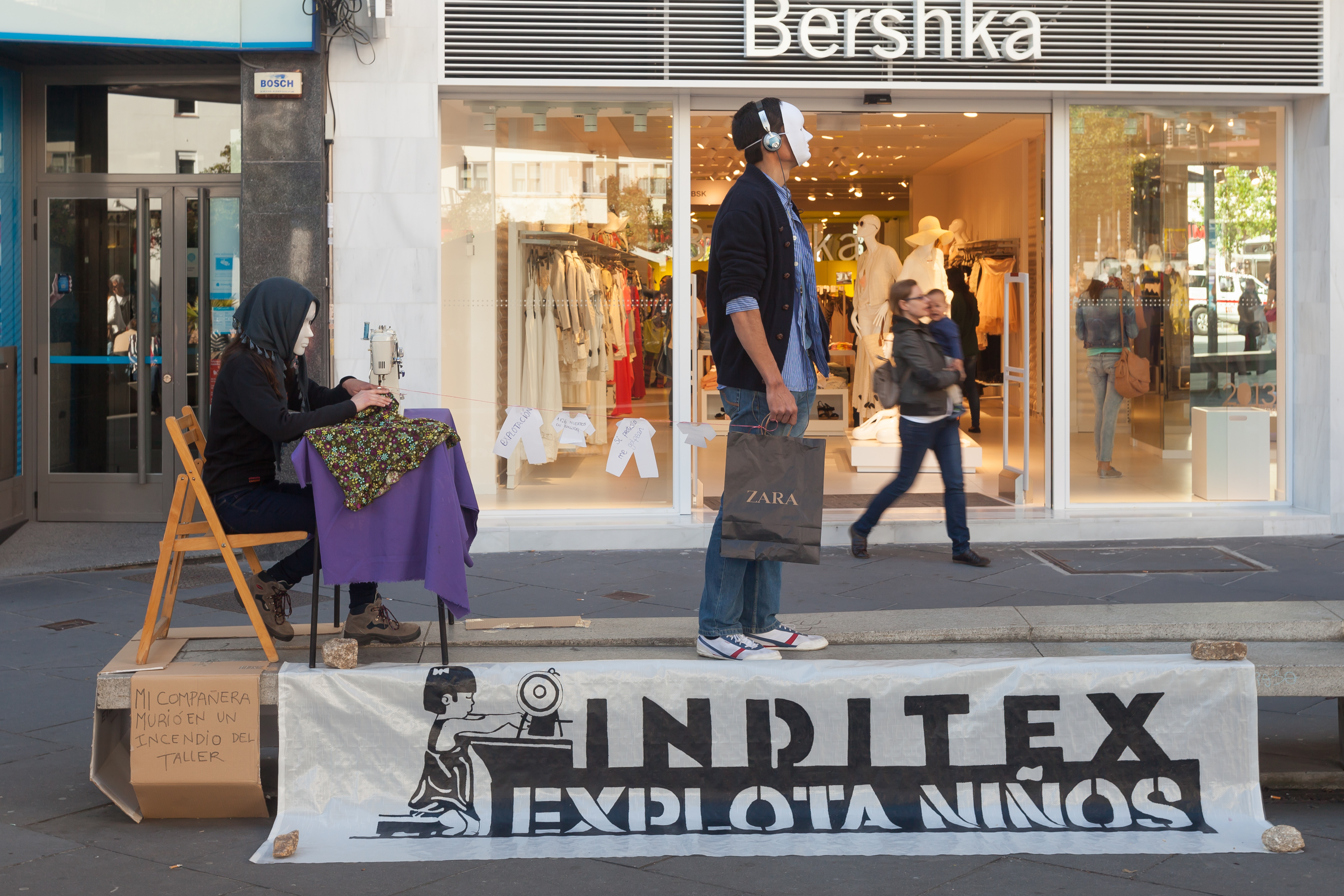
Protesta contra Inditex en Santiago de Compostela

### Trabajo infantil y esclavo
La empresa ha sido acusada en varias ocasiones de utilizar mano de obra infantil así como de las duras condiciones laborales, próximas a la esclavitud en países del tercer mundo o en vías de desarrollo. Las acusaciones llevaron Inditex a cancelar su relación comercial con más de 90 proveedores que no cumplían el código de conducta para fabricantes externos, y su investigación constató que habían sido subcontratados sin su autorización. Funcionarios del Ministerio de Trabajo de Brasil indicaron que Zara debió haber sido capaz de detectar estas prácticas ilegales rastreando la cadena de producción y no lo hizo.

#### Argentina
En 2013 la ONG La Alameda y la Confederación General del Trabajo de la República Argentina presentaron una denuncia conjunta acusando a Zara de subcontratar la producción en Argentina a talleres clandestinos que esclavizan a costureros inmigrantes.

#### Brasil
En 2011 la Fiscalía de Trabajo de Brasil inició una investigación tras descubrir en el Estado de São Paulo tres talleres de costura que empleaban «mano de obra esclava» en la confección de ropa de Zara. Uno de los talleres empleaba a 52 ciudadanos bolivianos trabajando en régimen irregular. Los otros dos talleres empleaban a 15 personas, incluyendo un menor de edad. La Fiscalía inició procedimientos contra Zara por jornadas de trabajo extenuantes, pagos irregulares, falta de seguridad e higiene y discriminación étnica. Inditex negó cualquier responsabilidad directa y señaló a uno de sus 50 proveedores en Brasil como responsable de la situación.
En diciembre de 2011, Zara llegó a un acuerdo con el Ministerio de Trabajo para eliminar «las precarias condiciones de trabajo de las empresas proveedoras» e invertir 1.8 millones de dólares en acciones sociales, con el objetivo de subsanar las múltiples denuncias por esclavitud, lo que, según analistas brasileños, suponía una admisión de culpa por parte de la empresa. En 2015, la ONG Repórter Brasil denunció que Zara incumplió reiteradamente los términos del acuerdo, no eliminó el trabajo infantil ni las jornadas excesivas, que superarían en algunos casos las 16 horas diarias.
En 2017 Zara pagó una multa de 1,36 millones de euros que serán destinados a proyectos contra el trabajo análogo a la esclavitud y el trabajo infantil.

#### India
En 2012 el Centro de Investigación de Corporaciones Multinacionales (SOMO) y el Comité Indio de los Países Bajos (ICN) presentaron una investigación conjunta sobre la práctica del «Sumangali» en el Tamil Nadu en India. Mediante esta práctica miles de niñas de entre 14 y 20 años, mayoritariamente de casta paria, son enviadas a trabajar a grandes fábricas textiles. El informe apuntaba a Inditex como uno de los grupos para los que trabajan dichas fábricas. Inditex asegura llevar a cabo acciones específicas para evitar esta práctica.

#### Turquía
Según una investigación de la BBC publicada en octubre de 2016, varias fábricas en Turquía emplean de forma irregular a refugiados sirios con condiciones de trabajo no dignas y salarios de miseria. Entre las empresas que subcontratan estas fábricas se encontraba Inditex.

### Elusión fiscal
Según un informe presentado por el Grupo de Los Verdes / Alianza Libre Europea en el Parlamento Europeo en 2016, Inditex eludió por vías legales 585 millones de euros en impuestos en la Unión Europea mediante un entramado empresarial en Países Bajos, Irlanda y Suiza. El grupo Inditex respondió el informe descalificándolo, asegurando que este contiene errores técnicos y que el grupo cumple estrictamente la legalidad.

### Plagio
La empresa ha sido acusada varias veces de plagio.